# Sabungan Nihuta III
Sabungan Nihuta III is een bestuurslaag in het regentschap Tapanuli Utara van de provincie Noord-Sumatra, Indonesië. Sabungan Nihuta III telt 465 inwoners (volkstelling 2010).